# Alexandre Malsch
Pour les articles homonymes, voir Malsch.
Alexandre Malsch, (né le 11 mai 1985 à Lyon), est un entrepreneur français cofondateur et directeur général du groupe média meltygroup. Il est également le vice-président du Conseil national du numérique chargé des startups et de l'entrepreneuriat jusqu'en 2012. Il dirige de 2017 à 2020 la stratégie digitale mondiale des marques de surf Quiksilver & ROXY. En 2020, il fonde Fulllife, une compagnie de gameswear.

## Biographie
Le 11 mai 1985 Alexandre Malsch naît à Lyon. Il fait sa scolarité à l'Institution Notre-Dame-des-Minimes dans le 5e arrondissement. 
En l'an 2000, à l'âge de 15 ans, Alexandre Malsch lance son premier site d'actualités visant une audience essentiellement composée d'adolescents, appelé Actuados.

## L’école Epitech
En 2004, il commence ses études à l’école Epitech où il va donner des cours de « bases de données » dès l’année suivante. Il y rencontre son associé, Jérémy Nicolas, qui est alors professeur de « web ».
Ils vont ensuite mettre au point une technologie permettant d’identifier en temps réel les sujets d’actualité et les tendances qui intéressent les 18-35 ans.
En 2005, Alexandre Malsch et Jérémy Nicolas décident alors de fonder la société eeple, qui deviendra plus tard melty, directement dans une salle de l’école Epitech. Ils lancent melty.fr en 2008,.

## Chef d'entreprise
Alexandre Malsch est à la tête d’un groupe média, Melty, composé de 14 magazines thématiques en France.
En 2013, il fonde le Siècle numérique, un think tank qui a pour objectif de mettre en avant l'importance du numérique. L'objectif du think tank est à l'époque que la filière du numérique contribue à hauteur de 10% du PIB français en 2020.
En mars 2017, Alexandre Malsch quitte la présidence de meltygroup.
Trois ans plus tard, il lance Fulllife, une compagnie de gameswear française consacrée au monde du jeu video.

## Conseil National du Numérique
Le 27 avril 2011 le Conseil national du numérique est créé par Nicolas Sarkozy. Alexandre Malsch est alors le plus jeune des membres.
À partir du 2 mai 2012, lors de l’arrivée de Patrick Bertrand à la tête du conseil,, Alexandre Malsch fait partie des vice-présidents chargé des startups et de l’entreprenariat aux côtés de François Momboisse, Bruno Vanryb et Jean-Baptiste Descroix-Vernier. Il quitte le CNNum le 5 juillet 2012.